# Akira Ryo
Akira Ryo (Japans: 梁 明, Ryō Akira) (Hyogo, 20 oktober 1967) is een Japans voormalig motorcoureur.

## Carrière
Ryo maakte zijn motorsportdebuut in 1984. In 1991 maakte hij zijn debuut in de TT-F3-klasse van het All Japan Road Race Championship, waarin hij vierde werd. Het daaropvolgende jaar stapte hij over naar de TT-F1-klasse en eindigde hierin als negentiende, voordat hij in 1993 negende werd. In 1994 werd deze klasse vervangen door een superbike-klasse, waarin hij zijn eerste race won en achtste werd in de eindstand. In 1995 werd hij negende. In 1996 stapte hij over naar een Kawasaki en werd dat jaar achter Takuma Aoki tweede in het klassement. In 1997 werd hij zesde, terwijl hij in datzelfde jaar zijn eerste podiumfinish in de 8 uur van Suzuka behaalde, samen met Shinya Takeishi. In 1998 stapte hij over naar een Suzuki en behaalde hij een zege op het Sportsland SUGO, waardoor hij zesde werd in de eindstand. In 1999 won hij driemaal, een keer op Sugo en twee keer op het TI Circuit Aida, waardoor hij achter Wataru Yoshikawa tweede werd. In 2000 won hij drie races op de Suzuka International Racing Course en Sugo (tweemaal) en werd hij wederom tweede, ditmaal achter Hitoyasu Izutsu. Tevens werd hij tweede in de 8 uur van Suzuka, samen met Keiichi Kitagawa. In 2001 won hij drie races op het Tsukuba Circuit, de Twin Ring Motegi en het Mine Circuit en behaalde hij zijn enige titel in de klasse. Ook werd hij derde in de 8 uur van Suzuka, samen met Yukio Kagayama en Atsushi Watanabe. In 2002 deed hij buiten mededinging mee aan het kampioenschap, aangezien hij vooral bezig was met het ontwikkelen van de Suzuki.
Ryo is buiten Japan bekend om zijn deelnames aan het wereldkampioenschap wegrace en het wereldkampioenschap superbike. In het WK superbike nam hij tussen 1995 en 2001 ieder jaar deel als wildcardcoureur aan de races op het Sportsland SUGO. Tot 1997 was hij Kawasaki-coureur, terwijl hij vanaf 1998 op een Suzuki reed. In zijn eerste race behaalde hij al punten met een elfde plaats, terwijl hij in 1998 zijn eerste twee podiumfinishes behaalde. In 1999 behaalde hij zijn eerste en enige overwinning in de klasse, gevolgd door een tweede plaats. In zijn laatste twee deelnames kwam hij in iedere race tot scoren. Daarnaast maakte hij in 2000 zijn debuut in de Grand Prix van Japan in de 500 cc-klasse in de van het WK wegrace en werd hij tiende. In 2001 viel hij in deze race uit. In 2002 werd de klasse vervangen door de MotoGP en zorgde Ryo bijna voor een opschudding door lange tijd aan de leiding te rijden van de eerste race in Japan; uiteindelijk werd hij tweede achter Valentino Rossi. In de rest van het seizoen reed hij nog vijf races als wildcardcoureur en kwam hierin iedere keer tot scoren, zodat hij met 41 punten achttiende werd in het klassement. In 2003 nam hij deel aan de Grands Prix van de Pacific en Maleisië, de eerste als wildcardcoureur en de tweede als invaller voor de geblesseerde John Hopkins. Hij eindigde hierin als tiende en twintigste. Na dit seizoen stopte hij als motorcoureur en werd hij aangesteld als race-adviseur bij Suzuki.